# Bent- en Delf of Generale Polder
Het waterschap Bent- en Delf of Generale Polder was een waterschap in de gemeenten Benthuizen en Alphen aan den Rijn (voorheen Rijnwoude, daarvoor Hazerswoude) in de Nederlandse provincie Zuid-Holland.
De Bentpolder (gesticht vóór 1627) en de Delfpolder (gesticht op 2 januari 1598) behoorden tot 1757 tot de Generale polder (gesticht in 1649), die ook vele ander kleine polders omvatte. In 1767 werd de polder geplitst en werden beide polders georganiseerd in een nieuw waterschap.
Het waterschap was verantwoordelijk voor de drooglegging en later de waterhuishouding in de polders.